# Katakumby Kapucynów w Palermo

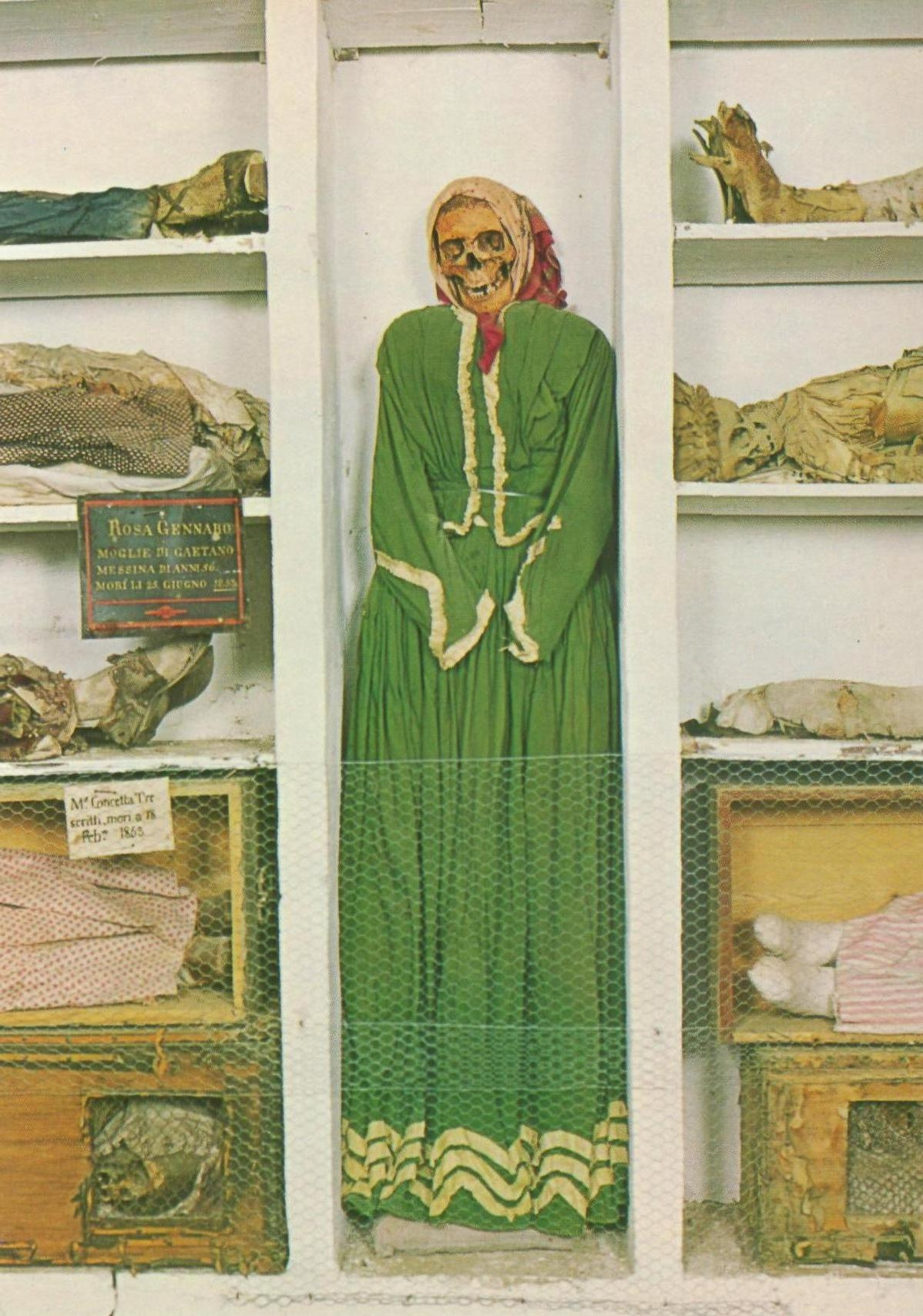
Korytarz kobiet

Katakumby Kapucynów w Palermo – katakumby pod klasztorem Kapucynów w Palermo na Sycylii. Znajdujące się tam mumie, w liczbie około 8000, są mumiami zarówno osób duchownych, jak i świeckich. Początkowo katakumby były przeznaczone dla zmarłych kapucynów tutejszego klasztoru, ale z czasem zezwolono na pochówek w tym miejscu zamożnych świeckich mieszkańców miasta. Pierwszych zmarłych pochowano tam w XVI wieku, zaś jedną z ostatnich tam pochowanych osób była dwuletnia Rosalia Lombardo, która spoczęła w katakumbach w latach 20. XX wieku. Zmumifikowane ciała są w całości ubrane; stoją, leżą lub wiszą na ścianach. Podzielone są według płci i pozycji społecznej. W poszczególnych salach można zobaczyć m.in. prałatów, kupców, profesorów, mieszczan w odświętnych strojach, dziewice, które nie zdążyły wyjść za mąż (są w sukniach ślubnych), całe familie, jak również małe dzieci czy kobiety. 

## Historia
W 1534 roku powstał pierwszy klasztor kapucynów w Palermo. W owych czasach, w przypadku śmierci jednego z mnichów, zwłoki owijano w chustę i opuszczano na dno wąskich katakumb przypominających rów. Z czasem zaczęło brakować miejsca dla kolejnych pochówków i w związku z tym w XVI wieku zdecydowano się na wybudowanie większego grobowca pod głównym ołtarzem. Zakonnicy, chcąc przenieść zwłoki czterdziestu nieboszczyków ze starego grobowca do nowego, odkryli ze zdziwieniem, iż są w nim nie szkielety (których się spodziewali), lecz zmumifikowane zwłoki. Po tym wydarzeniu przeor klasztoru zdecydował, by zmumifikowane ciała wyeksponować stawiając je przy ścianach; dyktował to intencją przestrogi dla żyjących mnichów, by baczyli jak postępują w życiu doczesnym mając na uwadze czekającą ich nieuniknioną śmierć. Do 1670 było to miejsce pochówku głównie zakonników, jednakże z czasem zaczęto chować tam osoby świeckie. Stało się tak pod wpływem upowszechniającego się poglądu o wyjątkowości miejsca i szlachetności świątobliwego towarzystwa zmarłych mnichów. Coraz więcej ludzi chciało być tam pochowanych; naciski wywierane były ponadto niejednokrotnie przez fundatorów klasztoru.

## Proces mumifikacji praktykowany przez kapucynów
Wraz z umożliwieniem pochówku osób świeckich katakumby zaczęły się rozrastać. Uznano wtedy, że proces mumifikacji powinien być bardziej nadzorowany i podzielony na poszczególne etapy. I tak w pierwszej kolejności wstawiano po kilka zwłok do ciasnych i suchych, z dobrą cyrkulacją powietrza, pomieszczeń w celu ich całkowitego wysuszenia, co następowało po 8 do 10 miesiącach. Potem zaś tak zmienione zwłoki myto octem i ubierano w stroje oficjalne, po czym stawiano je w którymś z korytarzy, gdzie mogły je odwiedzać osoby bliskie którym pozwalano, by raz na jakiś czas mogli oni zmieniać swoim zmarłym ubrania.